# ميشيل هينريتش
ميشيل هينريتش (بالفرنسية: Michel Heinrich) هو سياسي فرنسي، ولد في 15 فبراير 1946 في فرنسا. حزبياً، نشط في الاتحاد من أجل حركة شعبية.

## مناصب
- انتخب نائب فرنسي عن دائرة Vosges's 1st constituency [الإنجليزية]‏ خلال فترته النيابية (20 يونيو 2012 – 20 يونيو 2017).
- انتخب نائب فرنسي عن دائرة Vosges's 1st constituency [الإنجليزية]‏ خلال فترته النيابية [الإنجليزية]‏ (20 يونيو 2007 – 19 يونيو 2012).
- انتخب رئيس بلدية [الإنجليزية]‏ إبنال (9 نوفمبر 1997 – ).
- انتخب نائب فرنسي عن دائرة Vosges's 1st constituency [الإنجليزية]‏ خلال فترته النيابية  [لغات أخرى]‏ (19 يونيو 2002 – 19 يونيو 2007).